# Гребной мост
Гребной мост — автодорожный металлический балочный мост через протоку, соединяющую Гребной канал с Большой Невкой в Петроградском районе Санкт-Петербурга. Соединяет Бычий и Крестовский острова. По мосту проходит набережная Гребного канала.

## Название
Название присвоено 5 июля 2017 года по наименованию канала. Второй мост, расположенный восточнее, получил название Бычий. 

## История
В 2014 году началось строительство дороги по северному берегу Гребного канала. Часть новой набережной должна была пройти через Бычий остров. Дорога была запланирована ради спортивного комплекса, который тогда строился на острове спортивным клубом дзюдо «Явара-Нева». Трасса должна была пройти от Бодрова переулка до Северной дороги и включить фрагмент набережной Мартынова. Проект включал в себя строительство двух мостов над протоками, идущими между Гребным каналом и Большой Невкой. 
Проект моста был разработан ООО «Мосты и транспортные тоннели». Конкурс на определение генподрядчика состоялся в ноябре 2014 года, победителем было признано ООО «Геоизол», единственный участник конкурса. Стоимость контракта составила 408,28 млн рублей. Строительство финансировалось за счет средств инвестора. Сам мост был построен к январю 2015 года, но из-за корректировки проектных решений срок открытия моста был перенесён на 2016 год.

## Конструкция
Мост однопролётный стальной балочный. Пролётное строение из металлических балок длиной 28 м, в поперечнике состоит из 4 балок двутаврового сечения, объединенных сверху ортотропной плитой проезжей части. Опоры из монолитного железобетона на высоком свайном ростверке с одним рядом буронабивных свай диаметром 1,2 м длиной 28 м. Длина моста составляет 36,2 м, ширина — 13 м (в том числе: проезжая часть 2х3,50, полосы безопасности 2х1,0 м, тротуары 2х1,5 м).
Мост предназначен для движения автотранспорта и пешеходов. Проезжая часть моста включает в себя 2 полосы для движения автотранспорта. Покрытие проезжей части — асфальтобетон, на тротуарах уложен литой асфальт. Деформационные швы типа «ThormaJoint». Тротуары отделены от проезжей металлическим барьерным ограждением. Перильное ограждение высотой 1,1 м из металлических секций, закрепленных между металлическими стойками с шагом 2,44 м.